# American Can Company
A empresa American Can Company foi uma fabricante de latas estadunidense que existiu de 1901 até 1986. A empresa integrava a Tin Can Trust, conglomerado que controlava uma "grande percentagem do mercado estadunidense de latas, recipientes e embalagens", conforme registro jornalístico de 1913.
A American Can Company esteve em 90º lugar no ranking de valores dos contratos militares durante a Segunda Guerra Mundial, dentre empresas estadunidenses.
A empresa foi membro do Dow Jones Industrial Average de 1959 a 1991, ainda que após 1987 tenha sido rebatizada Primerica, um conglomerado financeiro que se despojara de sua ramificação na área de embalagens em 1986. A Primerica, ao se fundir com a empresa Commercial Credit (dirigida pelo banqueiro Sanford Weill), formaria a base do atual Citigroup.
A American Can Company esteve sediada em Manhattan, Nova Iorque, até o ano de 1970, quando se transferiu para Greenwich, Connecticut, onde encerrou suas operações na década de 1980.